# Perry (Iowa)
Perry es una ciudad ubicada en el condado de Dallas en el estado estadounidense de Iowa. En el Censo de 2010 tenía una población de 7702 habitantes y una densidad poblacional de 711,6 personas por km².

## Geografía
Perry se encuentra ubicada en las coordenadas 41°50′28″N 94°5′52″O / 41.84111, -94.09778. Según la Oficina del Censo de los Estados Unidos, Perry tiene una superficie total de 10.82 km², de la cual 10.81 km² corresponden a tierra firme y (0.14%) 0.02 km² es agua.

## Demografía
Según el censo de 2010, había 7702 personas residiendo en Perry. La densidad de población era de 711,6 hab./km². De los 7702 habitantes, Perry estaba compuesto por el 79.14% blancos, el 1.83% eran afroamericanos, el 0.45% eran amerindios, el 0.83% eran asiáticos, el 0.14% eran isleños del Pacífico, el 14.1% eran de otras razas y el 3.51% pertenecían a dos o más razas. Del total de la población el 34.95% eran hispanos o latinos de cualquier raza.